# Эйнсли, Джордж
Джордж Эдвард Эйнсли (англ. George Edward Ainsley; 15 апреля 1915, Саут-Шилдс, Англия — 1 апреля 1985, Лидс, Англия) — английский футболист и тренер.

## Карьера
Начав играть в команде из родного города, Эйнсли вскоре попал в «Сандерленд». Однако закрепиться в составе команду ему не удалось: за неё он провел в чемпионате всего четыре матча. Немного поиграв за «Болтон Уондерерс», форвард перешел в «Лидс Юнайтед», за который он провел большую часть своей карьеры.
Завершив карьеру, Эйнсли приступил к тренерской работе. В 1950 году в течение четырех месяцев он возглавлял два индийских клуба. Затем он вернулся в Англию, где руководил футбольным коллективом Кембриджского университета. Затем Эйнсли вновь отправился зарубеж. Англичанин руководил сборными Ганы, Пакистана и Израиля, являлся наставником норвежского «Бранна». Последним его клубом стал французский «Дюнкерк».

## Достижения
- Финалист Кубка Мердека: 1962[5]